# Мале Камаєво
Мале Кама́єво (рос. Малое Камаево, чув. Кайри Шĕнерпуç) — присілок у складі Маріїнсько-Посадського району Чувашії, Росія. Входить до складу Шоршельського сільського поселення.
Населення — 262 особи (2010; 286 у 2002).
Національний склад:
- чуваші — 93 %